# Канхеле, Франко
Франко Дарио Канхеле (исп. Franco Dario Cángele; родился 16 июля 1984 года, Буэнос-Айрес, Аргентина) — аргентинский футболист, нападающий.

## Клубная карьера
Канхеле — воспитанник клуба «Бока Хуниорс». В 2002 году он дебютировал в аргентинской Примере. Через год Франко помог клубу выиграть чемпионат, а также завоевать Кубок Либертадорес и Межконтинентальный кубок. В 2004 году Канхеле стал обладателем Южноамериканского кубка. Франко не был игроком основы и в 2005 году в поисках игровой практики перешёл в «Индепендьенте». В новой команде он столкнулся с трудностями адаптации и через полгода присоединился к «Колону». Летом 2006 года Канхеле на правах аренды перешёл в турецкий «Сакарьяспор». 6 августа в матче против «Коньяспора» он дебютировал в турецкой Суперлиге. 20 августа в поединке против «Сивасспора» Франко забил свой первый гол за «Сакарьяспор». 9 марта 2007 года в матче против «Кайсериспора» он сделал хет-трик.
Летом 2007 года Канхеле на постоянной основе перешёл в «Кайсериспор». 12 августа в матче против «Манисаспора» он дебютировал за новую команду. 16 сентября в поединке против «Газиантепспора» Франко забил свой первый гол за «Кайсериспор». В 2008 году он помог клубу завоевать Кубок Турции.
Летом 2013 года Канхеле ненадолго вернулся в «Бока Хуниорс». В начале 2014 года Франко подписал соглашение с клубом «Элязыгспор». 26 января в матче против «Акхисар Беледиеспор» он дебютировал за новую команду. По итогам сезона клуб вылетел в Первую лигу. 19 октября в поединке против «Манисаспора» Франко забил свой первый гол за «Элязыгспор». В начале 2016 года Канхеле вернулся в Аргентину, став игроком «Бока Унидос». 9 февраля в матче против «Лос-Андес» он дебютировал в аргентинской Примере B. 14 февраля в поединке против «Чакарита Хуниорс» Франко забил свой первый гол за «Бока Унидос». Летом он присоединился к «Архентинос Хуниорс», но не сыграв ни минуты вернулся в «Бока Унидос». В начале 2017 года его контракт с командой закончился.

## Международная карьера
В 2003 году в составе молодёжной сборной Аргентины Канхеле занял четвёртое место на молодёжном чемпионате мира в ОАЭ. В том же году в составе олимпийской сборной Аргентины Франко стал победителем Панамериканских игр.

## Достижения
Командные
 «Бока Хуниорс»
- Чемпионат Аргентины по футболу — Апертура 2003
- Обладатель Кубка Либертадорес — 2003
- Обладатель Межконтинентального кубка — 2003
- Обладатель Южноамериканского кубка — 2004

 «Кайсериспор»
- Обладатель Кубка Турции — 2007/2008

Международные
 Аргентина (до 23)
- Панамериканские игры — 2003